# 1916 no Brasil
Esta é uma cronologia dos fatos acontecimentos de ano 1916 no Brasil.

## Incumbentes
- Presidente do Brasil - Venceslau Brás (15 de novembro de 1914 - 15 de novembro de 1918)

## Eventos
- 1 de janeiro: É promulgado o primeiro Código Civil Brasileiro.
- 1 de maio: É torpedeado o navio brasileiro Rio Branco por um submarino alemão UB-27.
- 29 de maio: É fundado o Centro Acadêmico Cândido de Oliveira (CACO), pelos estudantes de direito da antiga Faculdade Nacional de Direito
- 15 de novembro: inauguração do Relógio de São Pedro, fruto de iniciativa da Associação dos Empregados no Comércio da Bahia, no governo estadual de Antonio Muniz de Aragão,[1] na área onde havia a Igreja de São Pedro, demolida em 1913 para a construção da Avenida Sete de Setembro promovida pelo então governador da Bahia J. J. Seabra.[1][2]
- 10 de dezembro: É implantado o Serviço Militar Obrigatório em todas as Regiões Militares do país.

## Nascimentos
- 10 de janeiro: Clóvis Bornay, museólogo e carnavalesco (m. 2005).